# Protectorat de l'Àfrica Central Britànica

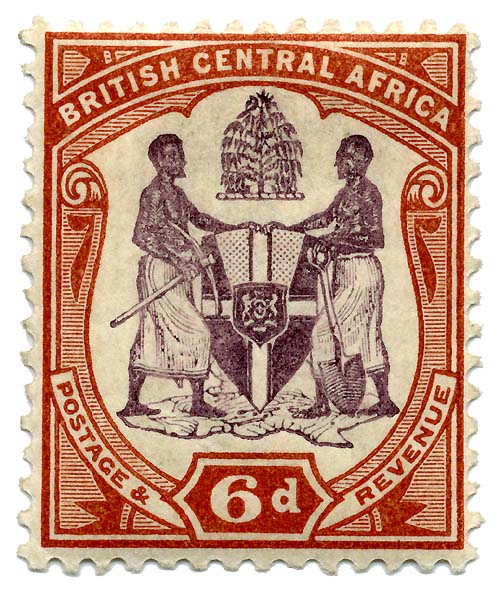
Segell amb l'escut del Protectorat

El Protectorat de l'Àfrica Central Britànica (British Central Africa Protectorate o BCA) fou un territori colonial britànic establert amb fronteres ampliades sobre el que s'anomenava Protectorat dels Districtes de Nyasalàndia. La capital era Zomba a l'altiplà del riu Shiré, però la ciutat principal fou Blantyre.
Sir Henry Hamilton Johnston va romandre el comissionat quan el nom fou oficialment adoptat. L'administració corresponia al comissionat i algunes zones a governadors-administradors de la Companyia Britànica de Sud-àfrica (British South Africa Chartered Company). El comissionat depenia del foreign office fins al 1904 i després de l'oficina colonial.
Les primeres missions s'havien establert a la zona entre 1875 i 1876 però el protectorat no fou declarat fins al 1889 i posteriorment ampliat. Els britànics van establir una policia i van concedir terres als grangers, i mines a les companyies mineres, sempre arrabassant terres i drets als nadius que no estaven familiaritzats amb els processos legals. La producció de cafè fou el principal producte a elaborar. El 1896 es va capturar la darrera plaça fort dels àrabs esclavstes que es resistien a l'ocupació amb el suport dels yaos i aquestos es van sotmetre. Després van seguir lluites amb els angoni (1896-1898) que atacaven alre stribus a l'oest del llac Niasa. l'abril de 1896 Johnston va ser destinat a Tunísia i nomenat al seu lloc Alfred Sharpe (Sir el 1903) al serveu de la BSAC.
El territori fou rebatejat Protectorat de Niassalàndia el 6 de juliol de 1907

## Comissionats
- Sir Henry Hamilton Johnston 1893-1896
- Sir Alfred Sharpe 1896-1907
- Francis Barrow Pearce (interí) 1907

## Bandera
La bandera fou el pavelló blau britànic amb l'emblema al centre de la part del vol: un disc dividit en diagonal en groc, blanc i negre i al centre un arbust de cafè; els tres colors simbolitzaven la cooperació racial, i el cafè (principal producte del territori) apareixia a l'escut d'armes. Fou usat a patir de 1894 i fins al 1914. L'emblema no es va usar, almenys legalment, sobre el pavelló vermell. El comissionat va utilitzar la Unió Jack amb l'emblema al centre dins un disc blanc rodejat per garlanda de llorers.